# Citroën C1
Citroën C1— це маленький хетчбек, що виробляється компанією Citroën в основному для Європейського ринку.

## Перше покоління
Це чотиримісний автомобіль з трьома або п'ятьма дверима, який вперше був представлений широкій публіці на Женевському автосалоні в 2005 році і вийшов на ринок в липні 2005 року. За конструкцією майже збігається з Peugeot 107 і Toyota Aygo.
Збирається на підприємстві Toyota Peugeot Citroën Automobile Czech, s.r.o. (TPCA) в місті Колін, Чехія.
| Зірок за Euro NCAP з Краш-тесту |

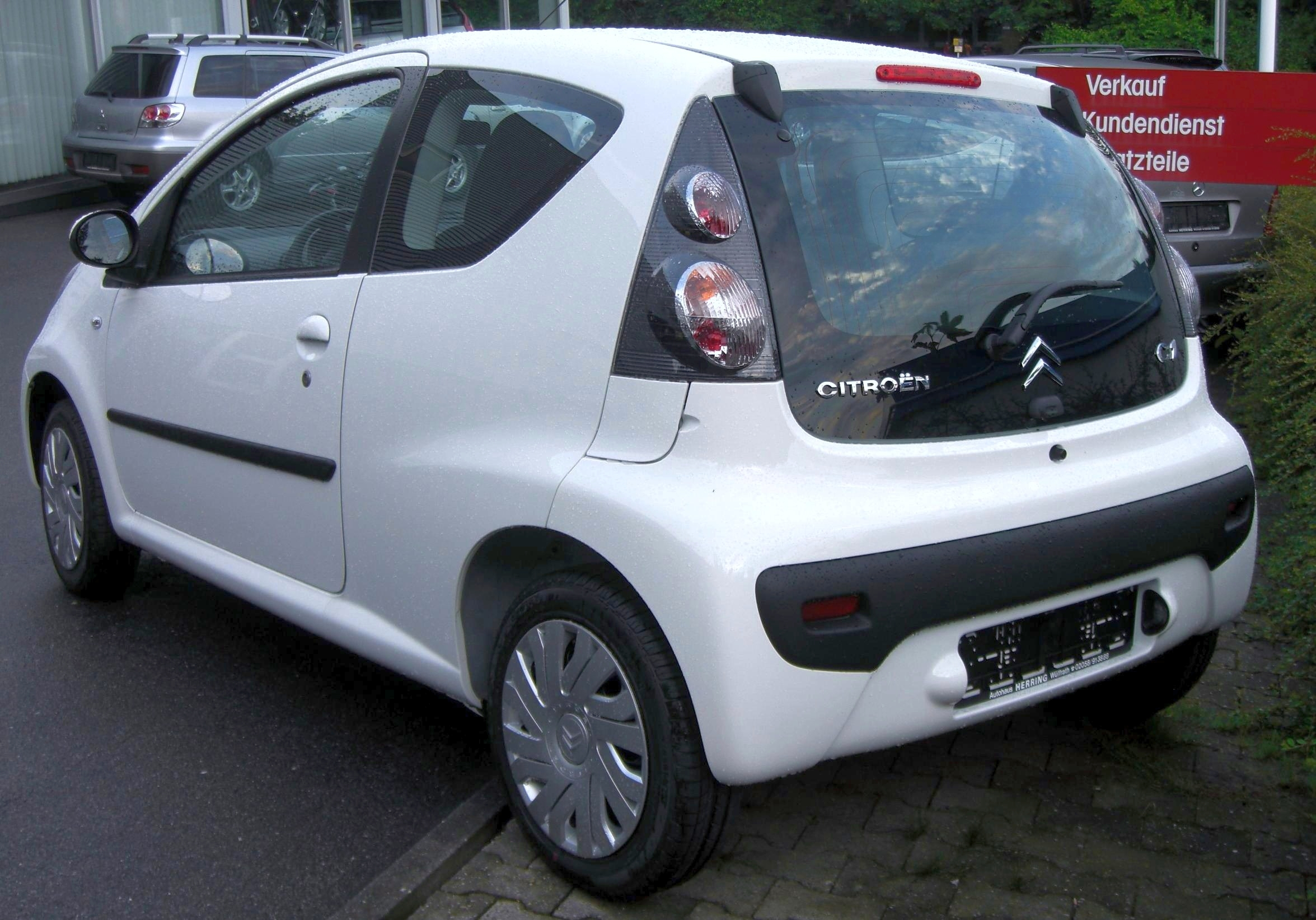
Citroën C1 3дв. (2005-2008)
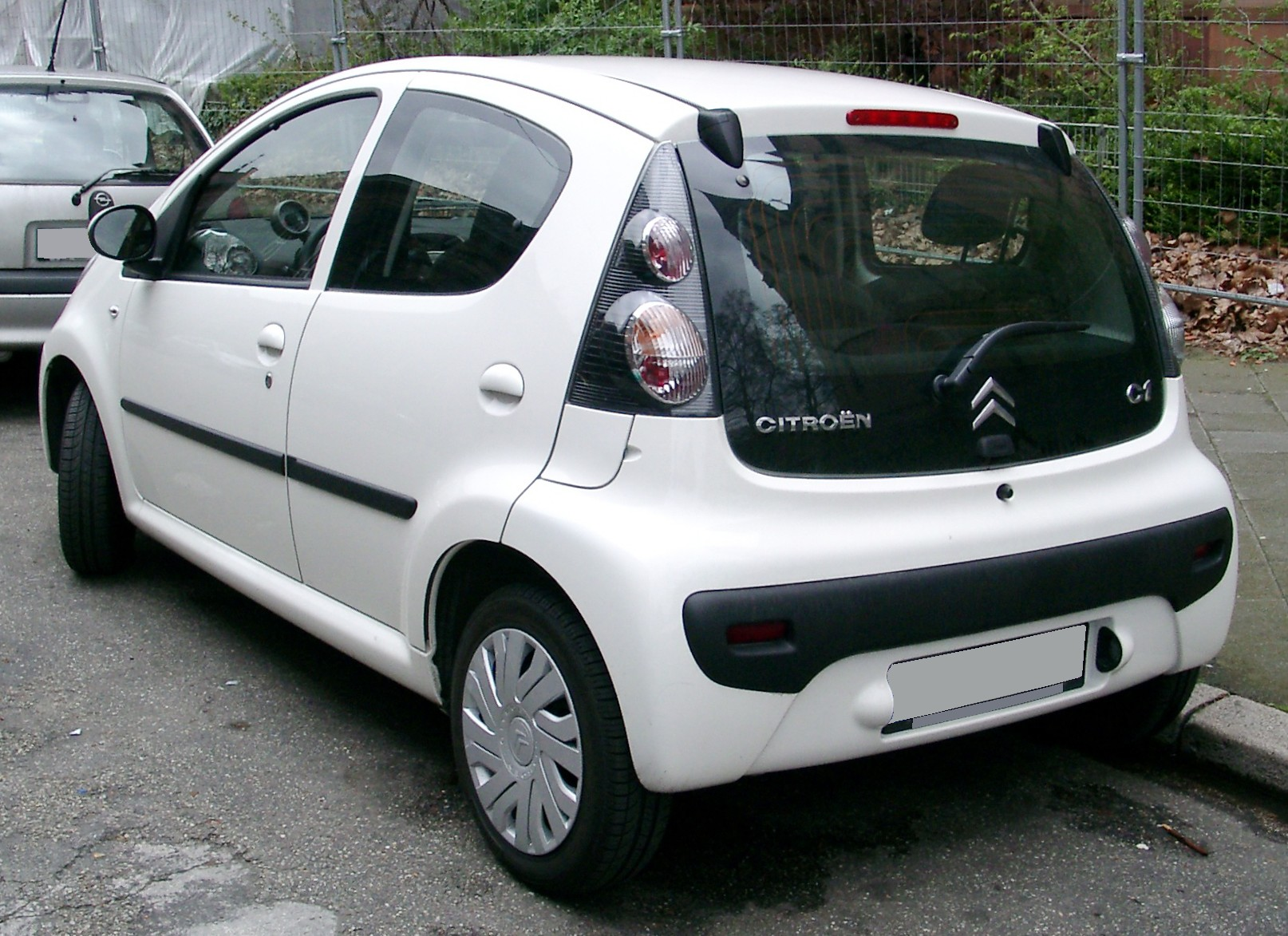
Citroën C1 5дв. (2005-2008)
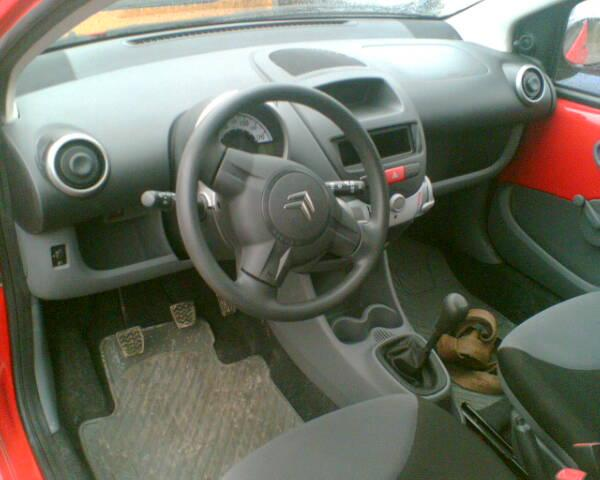

В грудні 2008 року модель оновили.

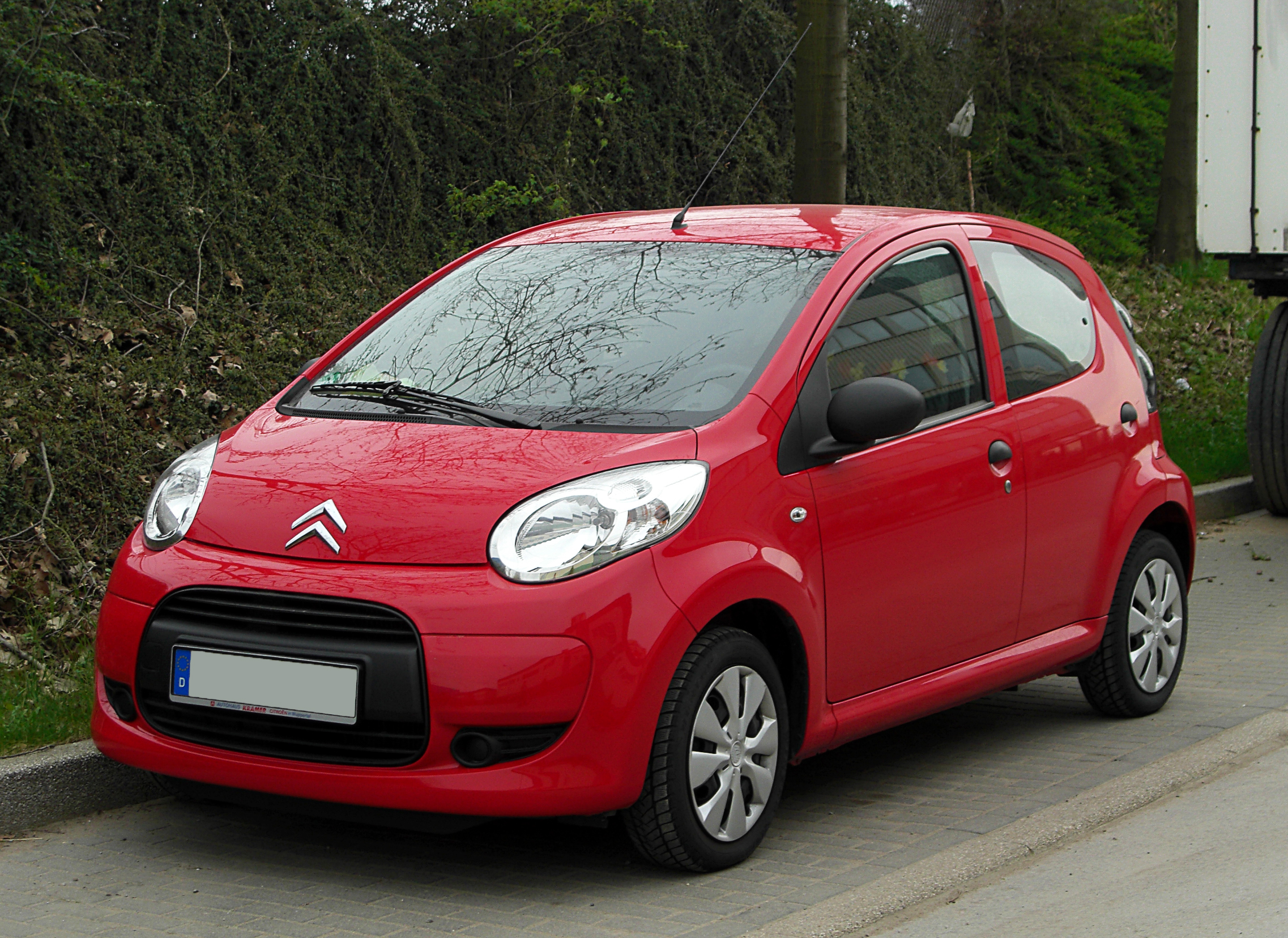
Citroën C1 5дв. (2008–2012)
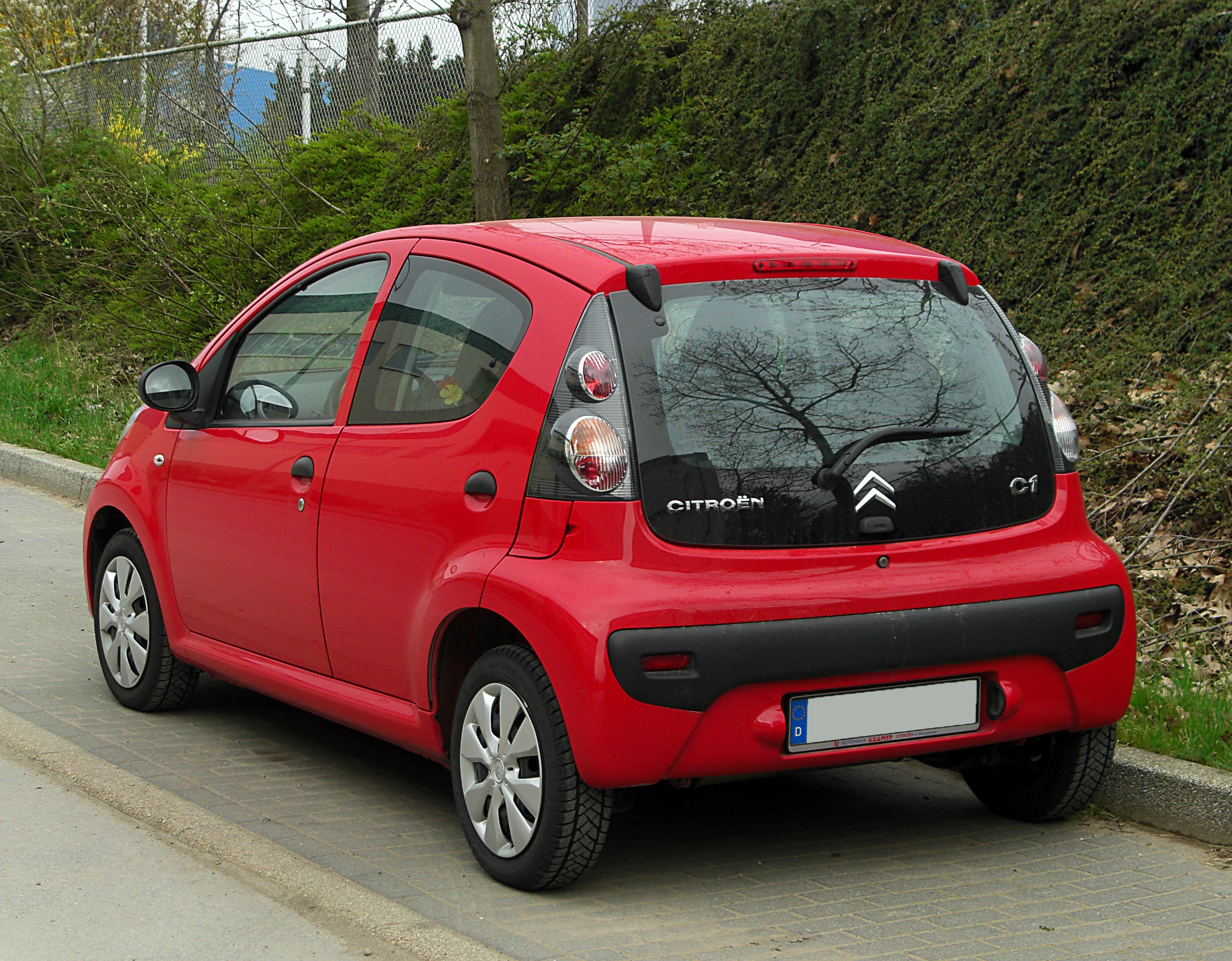
Citroën C1 5дв. (2008–2012)

Навесні 2012 року модель оновили вдруге.

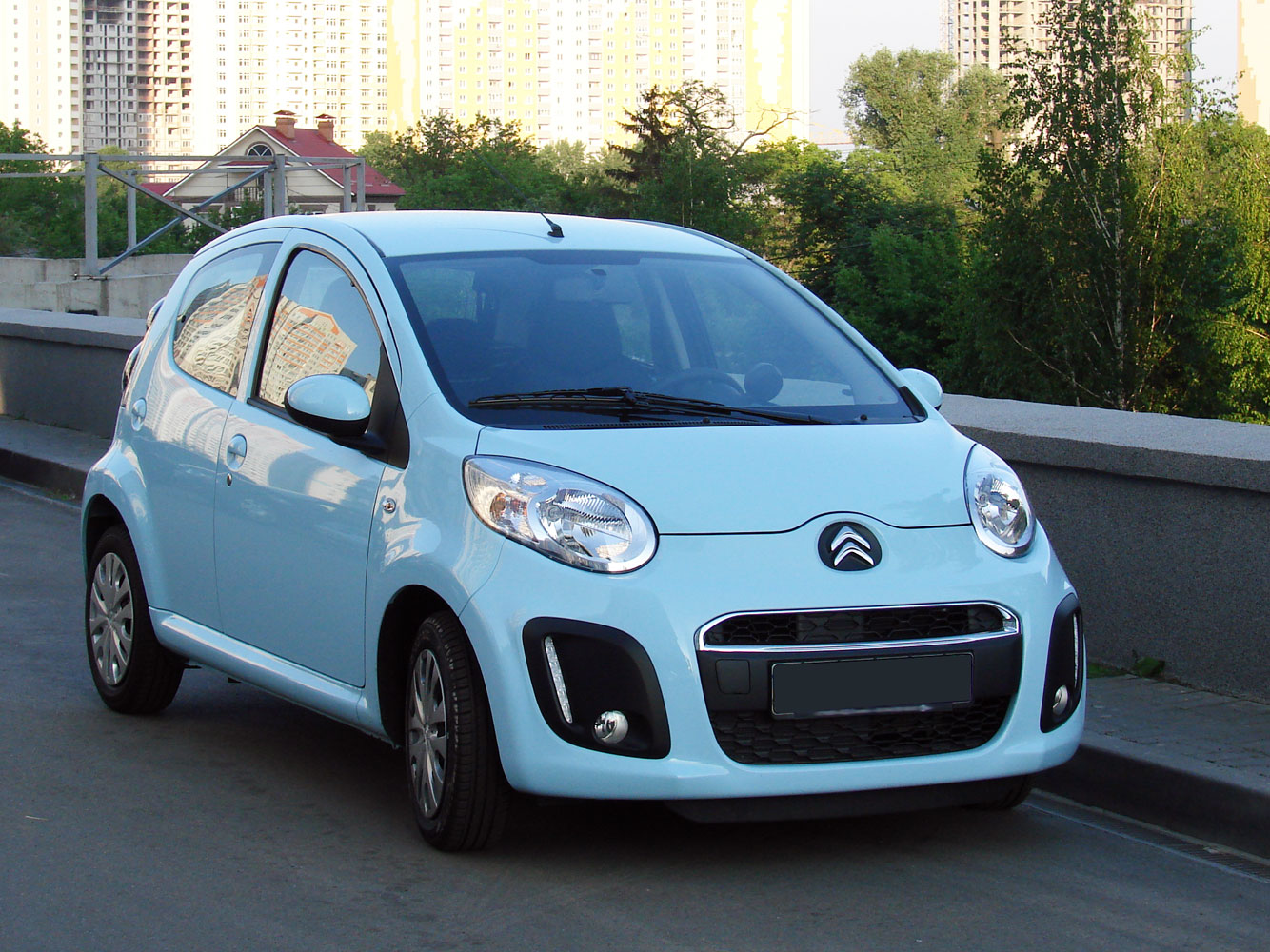
Citroën C1 5дв. (з 2012)
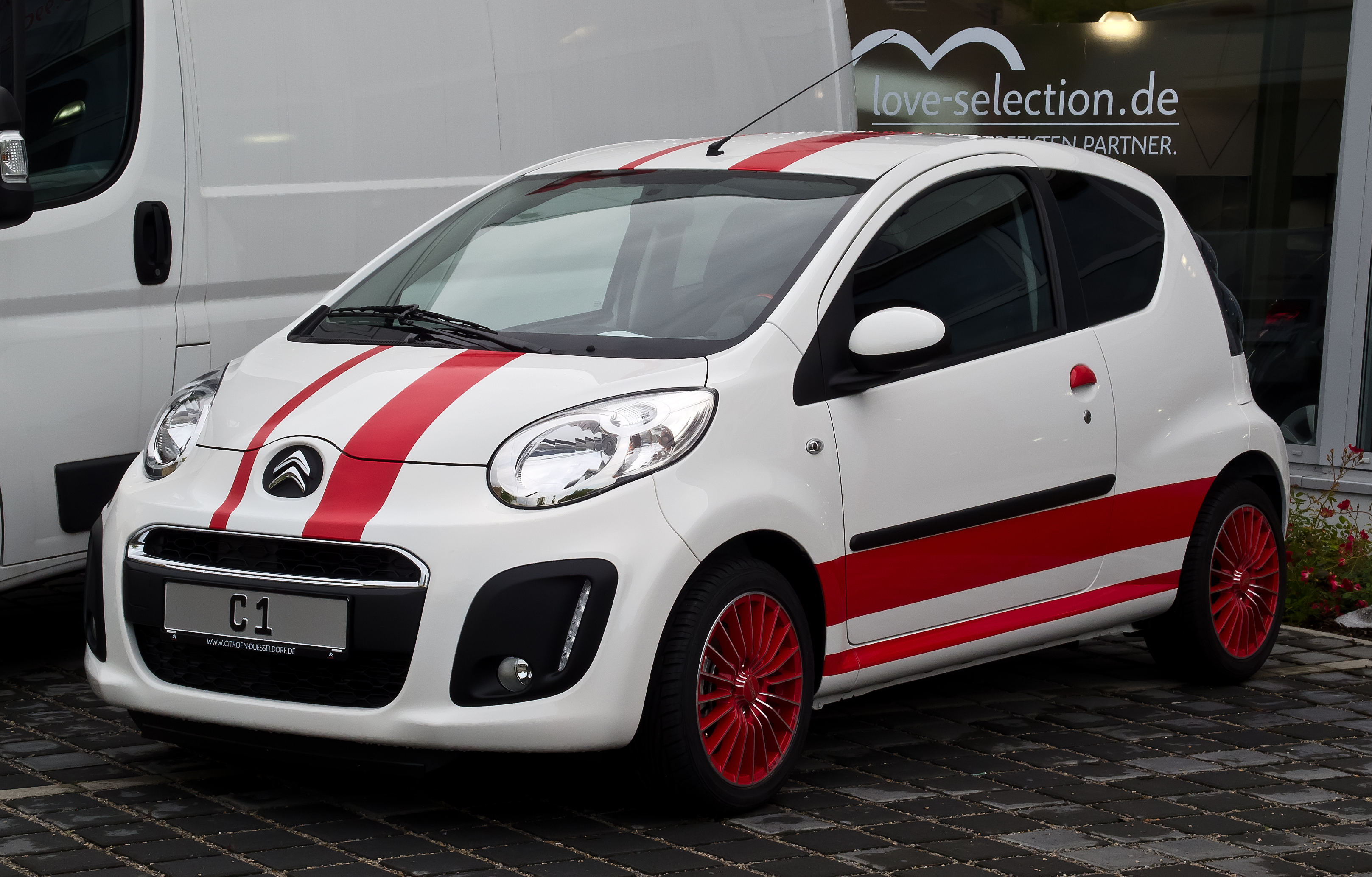
Citroën C1 з Sport-Paket

### Двигуни
- 1.0 л 1KR-FE I3 69 к.с.
- 1.4 л DV4 HDi I4 (diesel) 54 к.с.

## Друге покоління

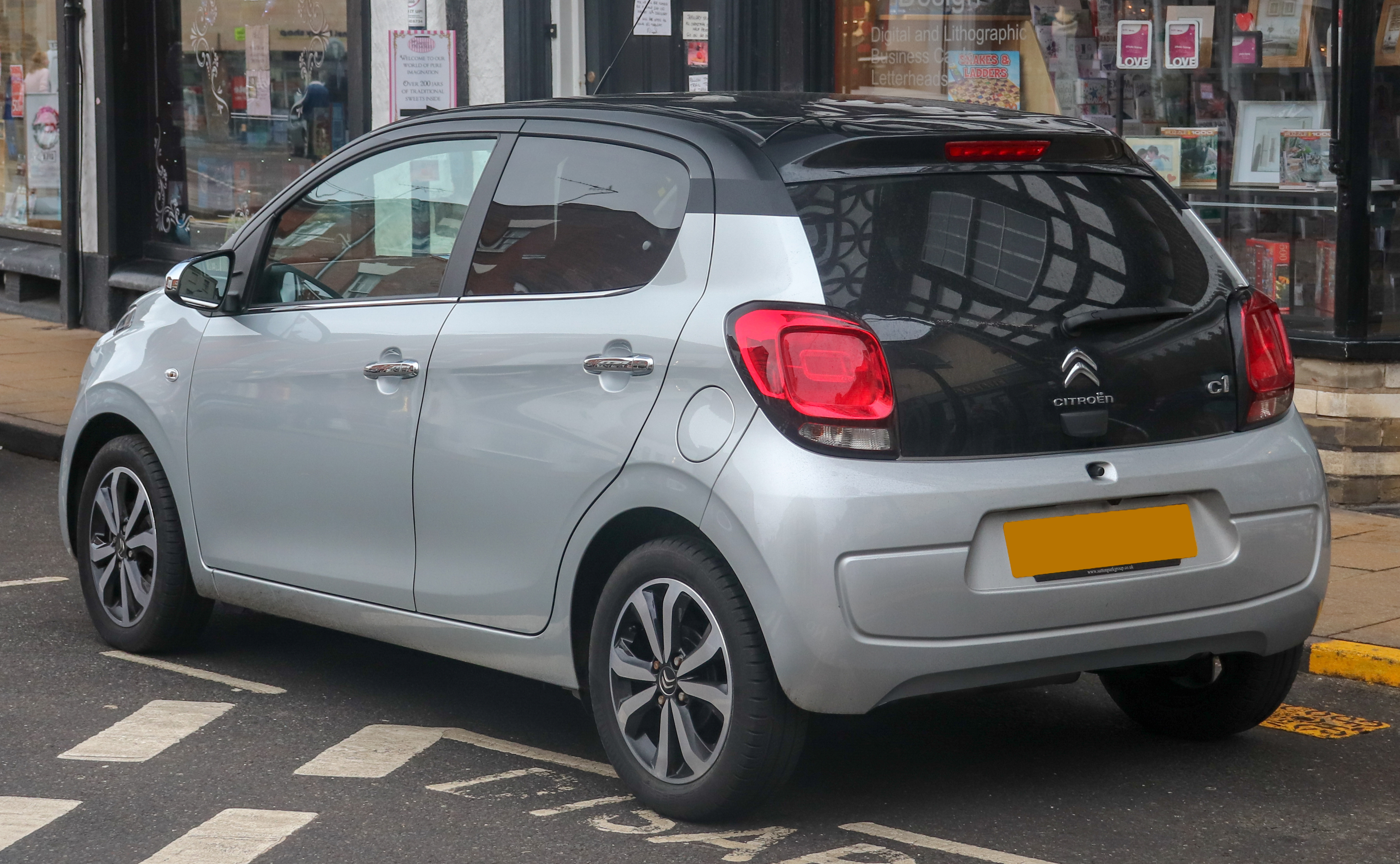
Citroën C1 2

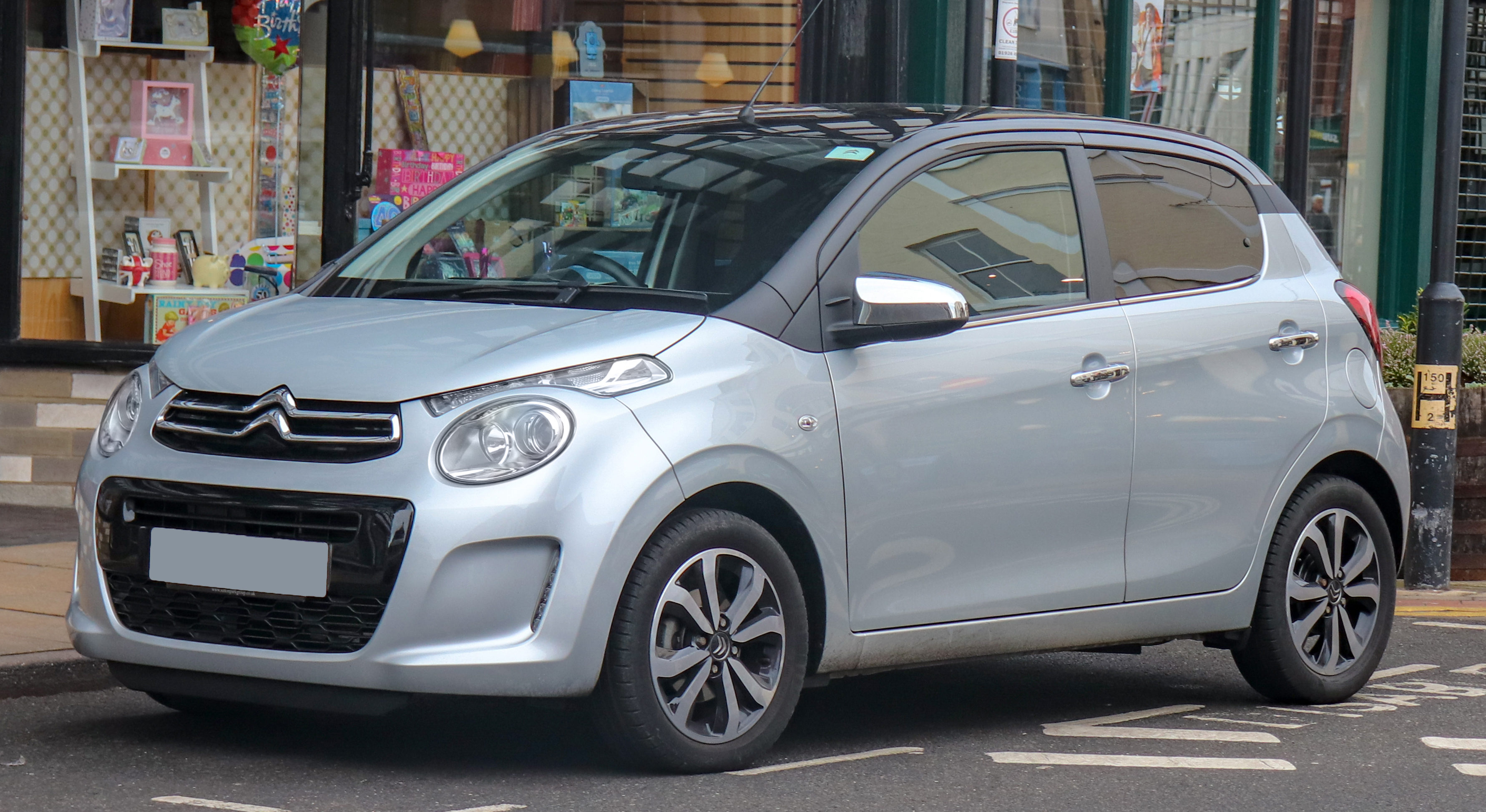
Citroën C1 2

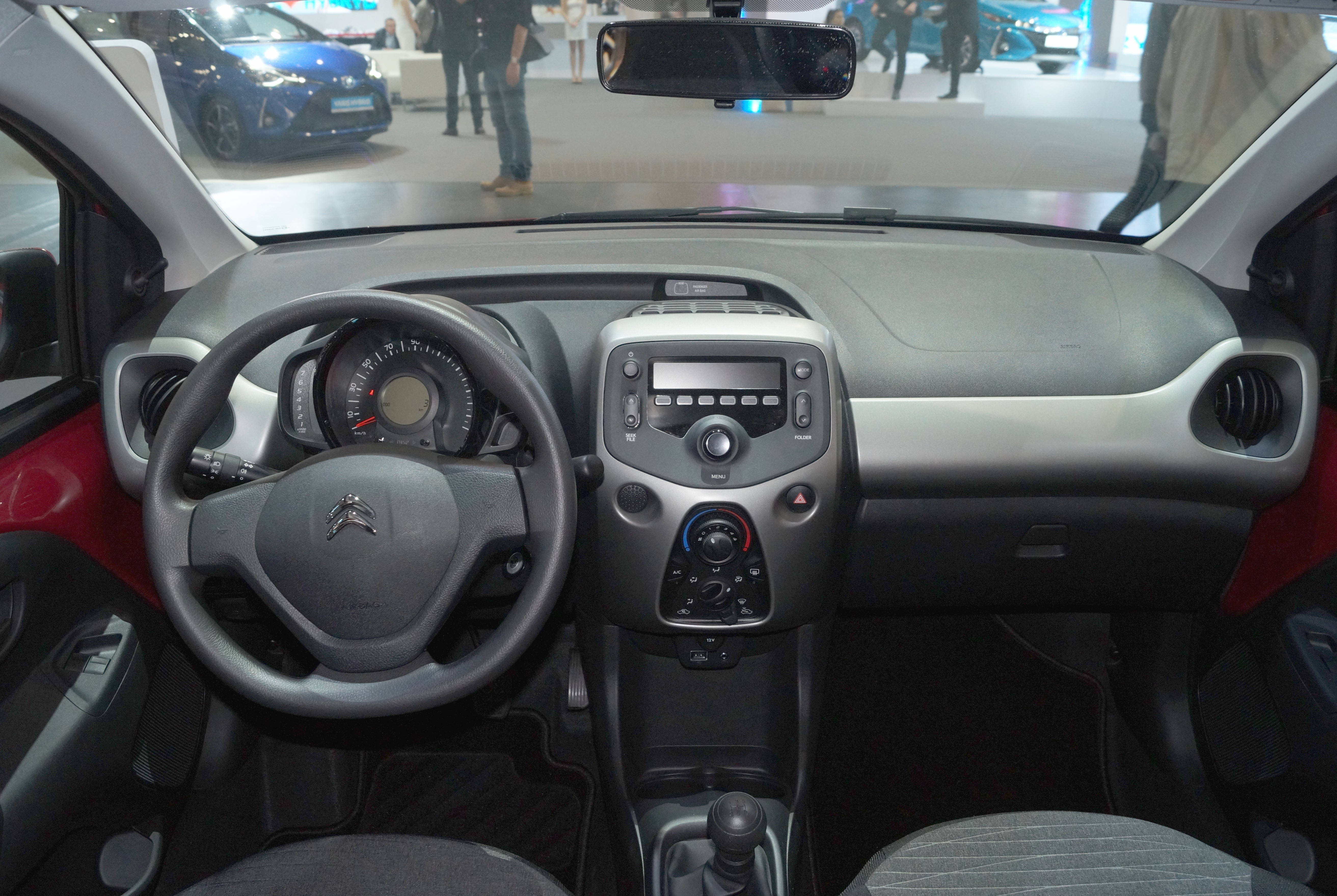

Друге покоління дебютує на автосалоні в Женеві в березні 2014 року.
Автомобіль збудований на платформі, спільно розробленій компаніями PSA Peugeot Citroën та Toyota, поряд з Peugeot 108 та Toyota Aygo другого покоління. І буде комплектуватись двома трициліндровими двигунами 1.0 л (68 к.с.) і 1.2 л Puretech потужністю 82 к.с.
Хоча останнє покоління Citroen C1 має майже ідентичні зі своїми попередниками габарити, що не дивно, адже побудовано воно на тій самій платформі, розробники доклали максимум зусиль, щоб створити цікавий та привабливий дизайн, який би відрізняв хетчбек від решти представників сегмента. Подвійні головні фари майже такі самі, як у Citroen C4 Cactus, а вертикальні світлодіодні вогні вдало інтегровані у передній бампер. Задній частині стилю додають прямокутні фари з 3D ефектом та тоноване скло. У профіль хетчбек нагадує моделі Aygo та 108. 

Сучасні C1 доступні у трьох комплектаціях: Touch, Feel та Flair. Модель початкового рівня Touch пропонує: функцію дистанційного закривання дверей, електропривод дверей та стереосистему з MP3 сполученням. Перейшовши до Feel, водій отримує: пофарбовані у колір кузова бічні дзеркала заднього виду та ручки дверей, кондиціонер повітря, водійське сидіння з налаштуванням по висоті та інформаційно-розважальну систему з 7.0-дюймовим сенсорним екраном. Топова Flair додасть: 15-дюймові литі диски коліс, тоноване скло, тахометр, електропривод бічних дзеркал та камеру заднього виду. Окремо представлено версію Furio, яка своєю чергою гарантує наявність спойлеру на даху та центрального вихлопного патрубка позаду. Сучасні моделі пропонуються зі значним набором засобів безпеки, який включає: шість подушок, систему стабільності шасі, систему динамічного контролю гальмування та моніторинг тиску в шинах. 

### Двигуни
- 1.0 L 1KR-FE I3 (KGB40)
- 1.2 L PSA EB2DT I3 (PAB40)

## Продажі
| рік  | Європа  |
| ---- | ------- |
| 2005 | 17,949  |
| 2006 | 87,563  |
| 2007 | 93,903  |
| 2008 | 104,475 |
| 2009 | 118,702 |
| 2010 | 102,023 |
| 2011 | 82,969  |
| 2012 | 65,573  |
| 2013 | 56,722  |
| 2014 | 53,518  |
| 2015 | 63,695  |
| 2016 | 62,537  |
| 2017 | 53,292  |
| 2018 | 52,020  |
| 2019 | 49,900  |

## Зноски
1. ↑  Ergebnisse des baugleichen Citroën C1 beim Euro NCAP-Crashtest 2005. Архів оригіналу за 26 грудня 2012. Процитовано 24 липня 2009.
2. ↑  Як ми тестували Citroen C1. automoto.ua. Архів оригіналу за 5 квітня 2017. Процитовано 5 квітня 2017.
3. ↑  Citroën C1 European sales figures. carsalesbase.com (амер.). 30 січня 2014. Архів оригіналу за 26 грудня 2021. Процитовано 14 грудня 2020.